# Дышу тишиной
Дышу тишиной — третій студійний альбом російського рок-музиканта Миколи Носкова.

## Про альбом
Презентація альбому відбулася в Державному Кремлівському палаці 10 жовтня 2000. Пісня Это здорово стала візитною карткою співака і отримав Золотий грамофон двічі в 2000 і 2015 роках (20-й приз річниця)

## Перелік пісень
1. Дышу тишиной
2. Зимняя ночь
3. Романс
4. Это здорово
5. Исповедь
6. Снег
7. Доброй ночи
8. Дай мне шанс
9. Узнать тебя
10. Мой друг
11. В рай
12. Это здорово (відеокліп)